# العصفورية (رواية)
العصفورية هي رواية للأديب السعودي غازي عبد الرحمن القصيبي تقع في حوالي الثلاثمائة صفحة، وصنفت في المرتبة 35 في قائمة أفضل مئة رواية عربية.
تدور أحداثها في «العصفورية» (مستشفى الأمراض النفسية) بطلها هو البرفسور الذي كان واحد ممن دخل هذه المصحة، جلسات من التفريغ والكلام مع طبيبة النفسي المعالج أو ربما هو حوار طويل وطويل جدا لكنه يغلب عليه القالب الساخر، تستطيع القول أنه لم يترك شيئا في العالم العربي والغربي إلا وأتى على ذكره بطريقة ما، الرواية غنية بالأفكار والمعلومات المتنوعة عن أحداث وشخصيات كبيرة معروفة سواء أكانت شخصيات سياسية، فكرية، علمية... فهي عبارة عن موسوعة معرفية ثقافية زاخرة بمعلومات منوعة وسريعة عن أناس قد تكون سمعت بأسمائهم ولم تسنح لك الفرصة لمعرفتهم.

## اقتباسات من الرواية
- “ إذا أردت لموضوع أن يموت فشكّل لهُ لجنة”
- كل هذا الجلال وكل هذا الجمال ! يقشعر جسدي إذا فكرت في هذا الكون فكيف إذا فكرت بخالقه؟ لانعرف حجم الكون يا حكيم ولا نعرف تاريخه.. تخمينات، الله وحده العالم.
- البيروقراطية تقتل خصمها عن أحد طريقين، إما إغراقه في التفاصيل إغراقا تاما، أو حجب التفاصيل عنه كلية.

- ومع هذا، يا حكيم ما أكثر الذين يعتقدون أنهم يعرفون كل شيء. يحكمون على كل إنسان ويبتون في كل قضية ويفتون في كل معضلة، تصور غرور هذا المخلوق الذي يعيش في مجموعة شمسية يحتاج الضوء إلى أكثر من 2700 سنة لكي يصل إلى منتصفها، وهناك غيرها مليون مجموعة شمسية أخرى. أقول تصور غرور هذا المخلوق الذي يعيش في هذا الكون الشاسع ويعتقد أنه يعرف كل شيء.. سبح لخالق هذا الملكوت، يادكتور، واركع واسجد واخش.

## ترجمة الرواية
في عام 2022 تُرجمت الرواية إلى اللغة الصينية ضمن مشروع النشر الصيني السعودي للأعمال الكلاسيكية والحديثة، لتكون من الأعمال الأدبية السعودية الرائدة المقدّمة إلى المجتمع الثقافي الصيني.